# Ballycroy-Nationalpark
Der Ballycroy Nationalpark (irisch Páirc Náisiúnta Bhaile Chruaich) im County Mayo im Nordwesten Irlands ist mit 117,79 km² eines der größten Hochmoore Europas. Der Nationalpark wurde am 1. November 1998 aufgrund der Fauna-Flora-Habitat-Richtlinie eingerichtet und ist somit der Teil der Natura 2000, die die Artenvielfalt in Europa erhalten soll.

## Schaffung des Nationalparks
Die europäische Habitatsrichtlinie, die 1997 in irisches Recht umgesetzt wurde, listet bestimmte Lebensräume und Arten auf, die von Irland durch Schutzräume erhalten werden sollen. Diese Gebiete umfassen unter anderem umfangreiche Sumpfgebiete wie das von Ballycroy. Ballycroy ist eines der größten noch erhaltenen Sumpfgebiete Westeuropas. 

## Merkmale
Der Park ist geprägt von umfassenden Sümpfen, Abhängen und Flusshabitaten. Die Sumpfgebiete haben eine der größten Ausdehnungen von Torfmoor, die in Europa noch erhalten sind. Somit ist die Sicherung nach Meinung der Europäischen Union von „internationaler Wichtigkeit“, weil das Gebiet verschiedenen seltenen Lebewesen und vor allem Pflanzen, eine so genannte ökologische Nische bietet. Auch der Fluss Owenduff wird erhalten, da er der einzige Fluss in Westeuropa ist, der einem verhältnismäßig intaktem und umfangreichem Sumpfsystem einen Abfluss bietet. In ihm leben viele Lachse und Bachforellen.
Ein Besucherzentrum, finanziert von der irischen Regierung, liegt in Ballycroy. Das 700 m² große Gebäude soll die öffentliche Anerkennung des Parks und seiner Landschaft bestärken.

## Tierwelt
Der Nationalpark bietet vielen Vogelarten einen Lebensraum, z. B. dem Singschwan, dem Alpenstrandläufer, dem Flussuferläufer, der Waldschnepfe und der Wasseramsel. Die Greifvögel sind durch Wanderfalken, Sperber und Habicht vertreten, im Winter kann man auch Kornweihen beobachten. Auch das Moorschneehuhn und der Goldregenpfeifer brüten hier. Der Park ist auch für Blässgänse aus Grönland und Goldregenpfeifer, die als Wintergäste in größerer Anzahl vorkommen, von Bedeutung.
Bemerkenswerte Säugetierarten sind Otter, Schneehase und verschiedene Fledermausarten, darunter die Mückenfledermaus. Häufiger kommen Rotfuchs, Dachs und Baummarder vor.